# Rotoskopie

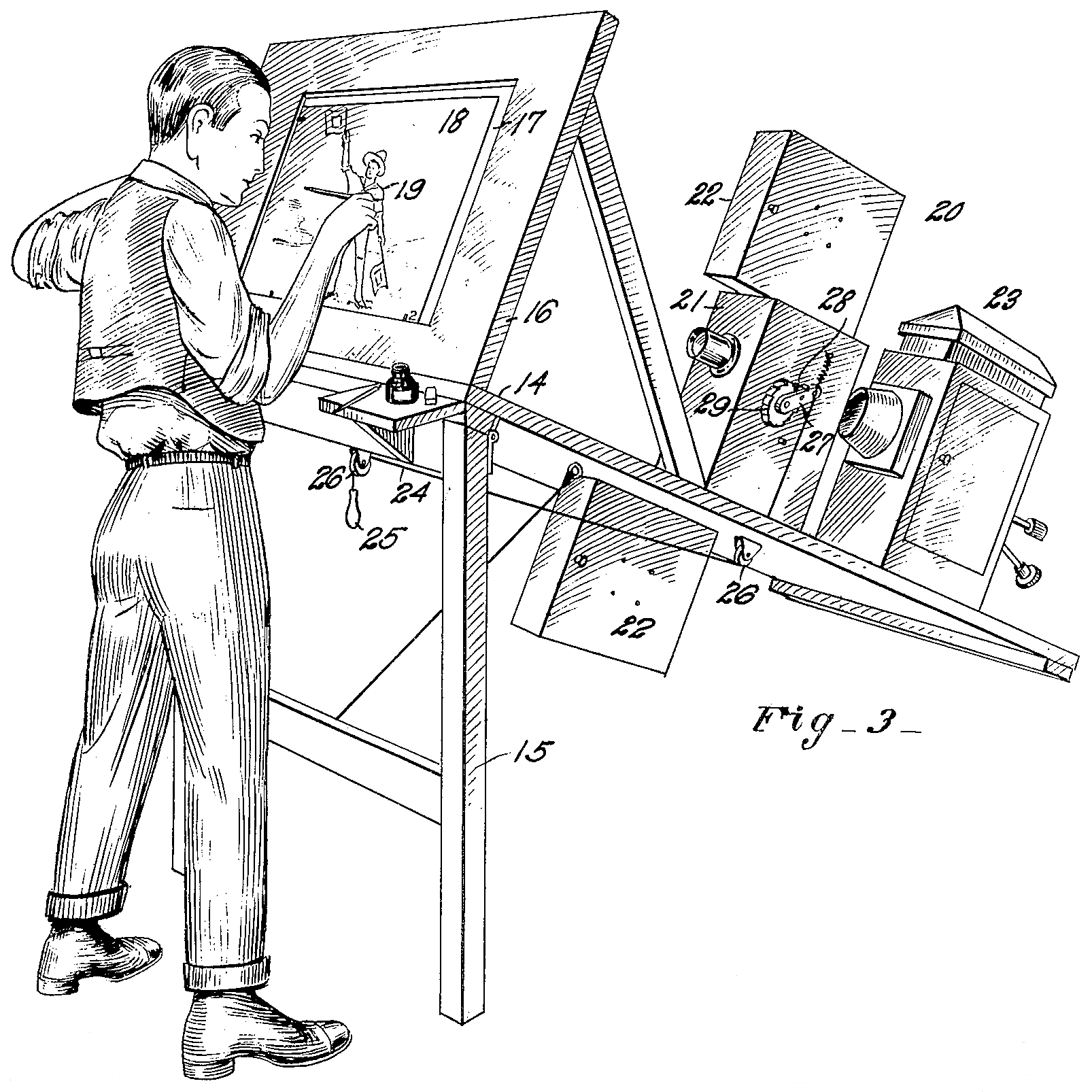
US-Patent des Original-Rotoskops

Rotoskopie (Verb: rotoskopieren) ist ein bei der Herstellung von Animationsfilmen genutztes Verfahren zum Zeichnen der Bilderfolgen. Dabei werden (meist eigens aufgenommene) Filmszenen Einzelbild für Einzelbild von hinten so auf eine Mattglasscheibe projiziert, dass der Animator sie abzeichnen kann (wie beim Durchpausen). Das Rotoskopieverfahren wurde erstmals 1914 von Max Fleischer für die Animationsserie Out of the Inkwell eingesetzt (und patentiert), mit dem Ziel, in kürzerer Zeit eine überzeugend realistische Bewegung zu erhalten. Das Verfahren wurde später vor allem für realistisch gestaltete menschliche Charaktere eingesetzt, besonders dann, wenn sehr komplexe Bewegungen wie z. B. Tanzszenen gefordert waren. Für diese konnten einflussreiche Künstler gewonnen werden, unter anderem Cab Calloway.
Seit Anfang der 1990er Jahre findet das Nachzeichnen meist am Computer statt, entweder in pixelbasierten Programmen per Hand, oder aber halbautomatisch durch Vektorisierung (wie die beiden entsprechenden Filme Richard Linklaters). Im Gegensatz zur Bewegungserfassung (motion capturing) ist die Rotoskopie ein zweidimensionales Verfahren. Die Ergebnisse können von halbwegs realistisch bis hin zu sehr stilisiert ausfallen. Ein Problem der Animationstechnik ist, dass die emotionale Akzeptanz der mit Rotoskopie erzeugten Bewegungen ab einem bestimmten Niveau des Detailgrads sinkt, obwohl die zugrundeliegenden Daten eindeutig natürlichen Ursprungs sind. Dieser Effekt wird inzwischen mit dem Begriff Uncanny Valley bezeichnet.
Rotoskopie hat als eigenes Stilmittel ihren festen Platz in Werbespots, Musikvideos und Kurzfilmen. Durch neue, computergestützte Verfahren wie Vektorisierung hat sie sich stilistisch Effekten angenähert, die früher durch optische Printer („optische Bank“) erzeugt wurden, nämlich der grafischen Verfremdung von Filmmaterial.
Neben der stilgebenden Funktion dient Rotoskopie auch zur Fehlerkorrektur. Darüber hinaus fand sie bereits zu Zeiten der chemischen Kopierverfahren reichhaltige Anwendung beim Compositing visueller Effekte. Sie wird heute noch extensiver dafür herangezogen, als Alternative zur Bluescreen-Technik – zumeist, um bei komplizierten Einstellungen (z. B. mit heftiger Kamerabewegung) die Planung einfach zu halten und die Lichtverhältnisse im Bluescreenstudio nicht aufwendig nachstellen zu müssen. Rotoskopie kommt heute demnach im überwiegenden Teil der Spielfilme mit visuellen Effekten zum Einsatz.

## Beispiele von Filmen und Videos, in denen Rotoskopie verwendet wurde
- In Walt Disneys Schneewittchen und die Sieben Zwerge (1937, Regie: David Hand) wurden einige Tanzszenen von Schneewittchen in der Frame-by-Frame Technik rotoskopiert.[1]
- In Gullivers Reisen (1939) von Max Fleischer ist die Titelfigur rotoskopiert.
- Die Tänzer im Kurzfilm Two Silhouettes, Teil von Disney’s Make Mine Music (1946) sind rotoskopiert.
- Alfred Hitchcocks Die Vögel (1963)
- Die Sequenz „Lucy in the Sky with Diamonds“ in Yellow Submarine (1968) von George Dunning
- Ralph Bakshis Zeichentrickversion von Der Herr der Ringe aus dem Jahr 1978
- In der Originaltrilogie der Star-Wars-Reihe wurden die Lichtschwerter rotoskopiert.
- Im Zeichentrickfilm Heavy Metal von 1981 wurde die Rotoskopie für die Taarna-Sequenz genutzt.
- Tron (1982)
- Fire and Ice (1983) von Ralph Bakshi
- Die Musikvideos Take On Me, The Sun Always Shines on T.V. und Train of Thought der Gruppe a-ha (1985 und 1986)
- Waking Life (2001) von Richard Linklater
- Das Musikvideo Brothers in Arms der Gruppe Dire Straits (1985)
- Das Musikvideo Rings der Gruppe Turntablerocker (2003)
- Das Musikvideo Breaking the Habit der Gruppe Linkin Park (2004)
- In A Scanner Darkly – Der dunkle Schirm (2006) von Richard Linklater wurde die Rotoskopie vollständig als Computeranimation umgesetzt.[1]
- Alois Nebel (2011), ein tschechischer Spielfilm des Regisseurs Tomáš Luňák, wurde im Rotoskopieverfahren hergestellt.[1]
- Der Anime Aku no Hana (2013) (zu Deutsch: Die Blumen des Bösen) wurde komplett mit Rotoskopie erstellt.
- Das Musikvideo Freak of the Week der Gruppe Freak Kitchen (2014)
- Der Anime The case of Hana and Alice (2015)
- Der Film Teheran Tabu (2017)
- Die Serie Undone von 2019

## Beispiele von Computerspielen, in denen Rotoskopie verwendet wurde
- In Karateka von Jordan Mechner, das 1984 für verschiedene Computersysteme auf den Markt kam, wurde die Technik zum ersten Mal verwendet.
- Prince of Persia (1989), ebenfalls von Jordan Mechner, gilt als eins der frühen Spiele, die die Technik bekannt gemacht haben.
- In Flashback, welches 1992 für den AMIGA erschien, wurden insgesamt 1.500 Animationsstufen angefertigt. Alleine 800 Animationen davon waren für den Hauptcharakter.
- Für Another World wurde die Technik ebenfalls für die Animationen verwendet.
- Das Nintendo-DS-Videospiel Hotel Dusk: Room 215 (2007) nutzt während des gesamten Spiels Charaktere, die nach dem Rotoskopie-Verfahren erstellt wurden.